# Hexatoma (Eriocera) longistyla
Hexatoma (Eriocera) longistyla is een tweevleugelige uit de familie steltmuggen (Limoniidae). De soort komt voor in het Neotropisch gebied.